# 検閲

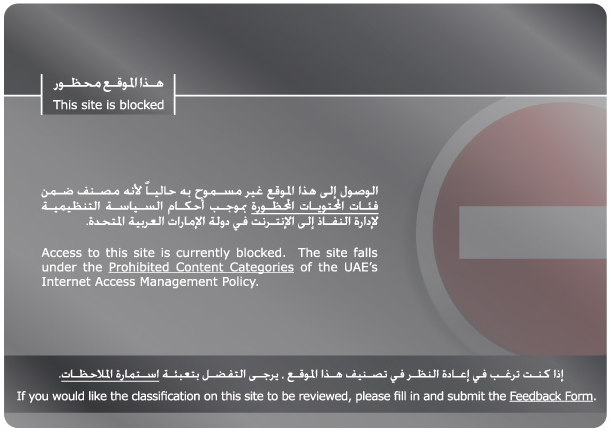
アラブ首長国連邦でのネット検閲の例。政府がアクセスを禁じているウェブサイトにアクセスすると画像のような表示が現れ、閲覧がブロックされる。

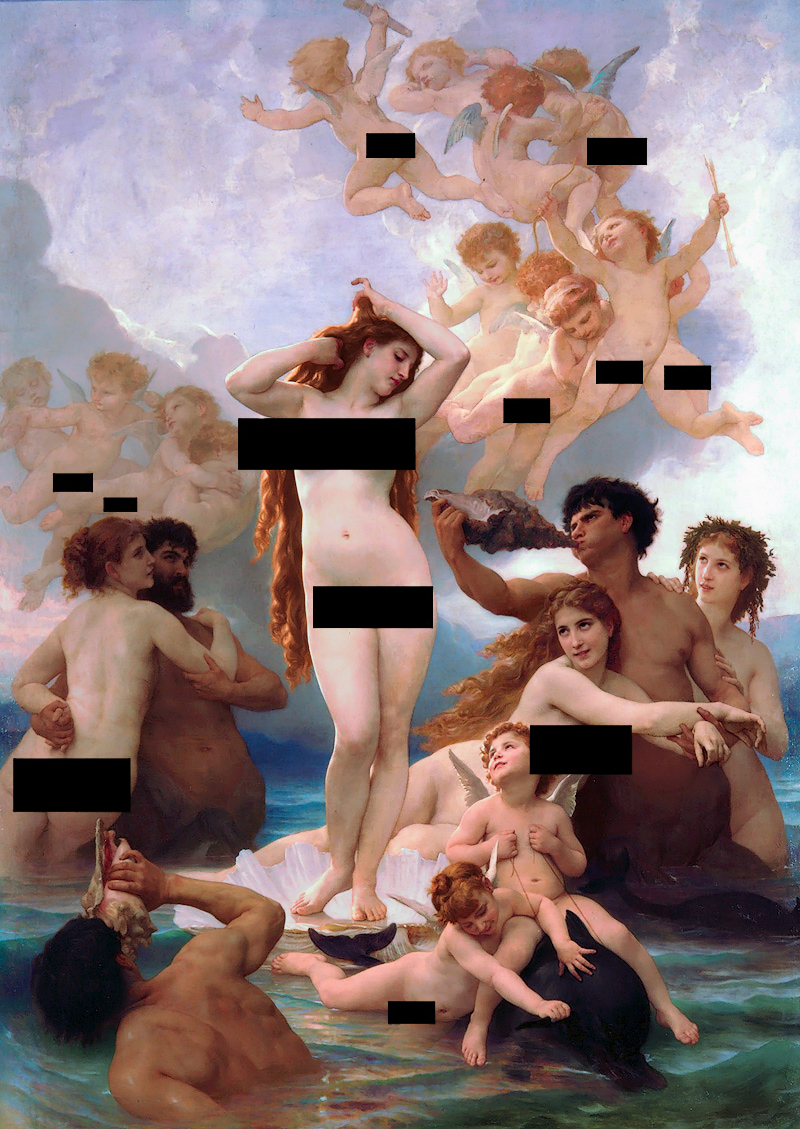
検閲されたブグロー作「ヴィーナスの誕生」

検閲（けんえつ、英: censorship）は、狭義には国家等の公権力が、表現物（出版物等）や言論を精査し、国家が不適当と判断したものを取り締まる行為をいう。言論統制の一種である。また、消防では、訓練等を観閲することをいう。

## 概要
行政権が主体となって、思想内容等の表現物を対象とし、その全部又は一部の発表の禁止を目的として、対象とされる一定の表現物につき網羅的一般的に、発表前にその内容を精査した上、不適当と認められるものの発表を禁止すること。
近年、検閲に積極的な国が開発するアプリケーションに、ひそかに検閲機能が搭載されていることがたびたび明るみに出ている。
広義には、各国の法律による表現規制や民間の大企業などによる類似の行為についても、事実上の検閲として批判対象となる場合がある。

## 各国の検閲

### 日本
日本では憲法第21条第2項で禁止されており、その憲法の言う「検閲」とは「行政権が主体となって、思想内容等の表現物を対象とし、その全部又は一部の発表の禁止を目的とし、対象とされる一定の表現物につき網羅的一般的に、発表前にその内容を審査した上、不適当と認めるものの発表を禁止することを特質として備えるもの」（最高裁判所昭和59年12月12日大法廷判決 民集38巻12号1308頁 札幌税関検査事件）とされている。

### アメリカ
戦後日本で戦争情報の検閲を行った組織として民間検閲支隊がある。
ベトナム戦争時代にはドラマに社会批判を盛り込もうとすると検閲が入っていた。しかし比喩表現であれば規制されないことに気がついたジーン・ロッデンベリーは『スタートレック』に社会批判を持ち込む手法を確立した。

### ソビエト連邦

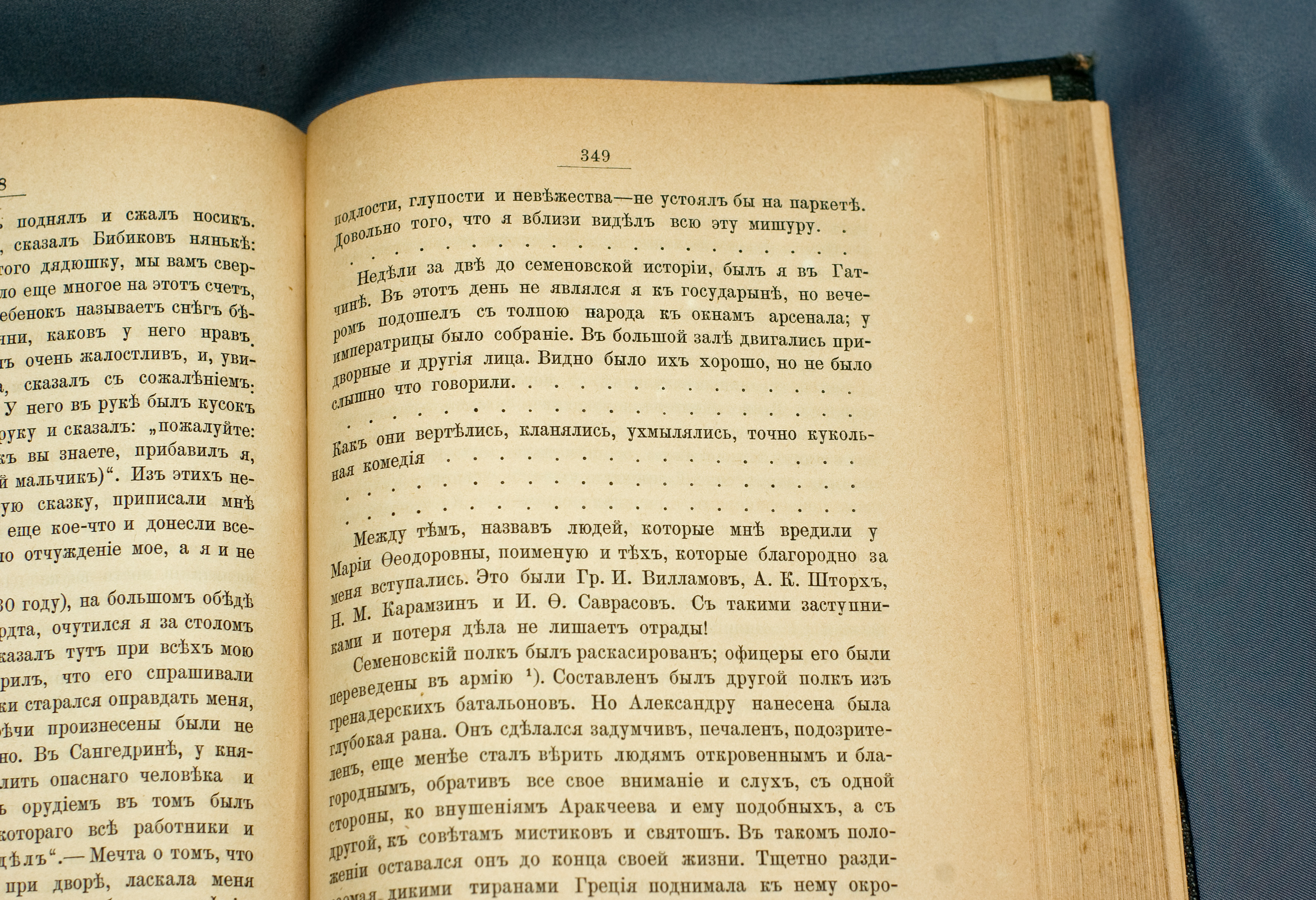
検閲されたロシアの書籍。検閲部分は・・・と伏字になっている。

検閲を逃れた手段
- イソップ言語（英語版） - イソップ寓話のような話にして、検閲を回避して、社会体制などを風刺する技法。
- サミズダート ‐ 検閲された本を手やタイプライターで複製して自主出版（英語版）した。
- 肋骨レコード - ソビエト連邦で義務付けられていたレントゲン写真を流用して、写真を海賊版レコードとした。
- マグニティズダート（英語版） ‐ オープンリールテープレコーダーの所有は認められていたおかげで、反体制派の音楽や禁止されていた音楽、主張が録音され、個人間で取引された。

### ロシア
2025年7月31日、連邦過激派資料リストにあるサイトの情報を見ようとした場合に罰則を課す法律「Закон о поиске экстремистских материалов」を成立させるプーチン大統領の署名が為された。